# Bujaraloz
Bujaraloz es un municipio y localidad española de la provincia de Zaragoza, en la comunidad autónoma de Aragón. El término municipal tiene una población de 953 habitantes (INE 2024).

## Etimología
Del árabe "Burx al-arús", que significa literalmente "torre de la novia", aunque también podría ser "torre de los Arús" ya que éste era el nombre de un importante linaje árabe.

## Geografía
Integrado en la comarca de Los Monegros, se sitúa a 72 km de la capital aragonesa. El término municipal está atravesado por la autopista AP-2, la carretera nacional N-2 entre los pK 385 y 394 y la carretera autonómica A-230 que permite la comunicación con Sariñena y Caspe. 
El territorio es predominantemente llano y árido, con altitudes que oscilan entre los 383 y los 323 m. El pueblo se alza a 327 m sobre el nivel del mar. Existen numerosas lagunas dispersas por el territorio. 
| Noroeste: La Almolda | Norte: La Almolda y Valfarta (Huesca) | Noreste: Valfarta (Huesca) |
| Oeste: Pina de Ebro  |                                       | Este: Peñalba (Huesca)     |
| Suroeste: Sástago    | Sur: Caspe                            | Sureste: Peñalba (Huesca)  |

## Fauna
Bujaraloz cuenta con una diversa fauna. En aves, destacan las aves esteparias y rapaces. Bujaraloz alberga el mayor núcleo de cría oriental de España de avutardas (Otis tarda), y es núcleo de cría de otras aves esteparias como el sisón (Tetrax tetrax), el alcaraván (Burhinus oedicnemus) y ambas especies de ganga, la ganga ortega (Pterocles orientalis) y la ganga ibérica (Pterocles alchata). En cuanto a rapaces, durante todo el año es hábitat del águila real, cernícalo vulgar, buitre leonado, ratonero común, gavilán común y azor común, a lo que se suma en verano el cernícalo primilla, alimoche, aguilucho cenizo, águila calzada y culebrera europea. En invierno, con el abandono de las rapaces estivales en las tierras monegrinas, es hábitat del esmerejón, aguilucho pálido y milano real. No sin contar las rapaces nocturnas como el búho real, mochuelo, búho chico, lechuza y búho campestre en invierno. Cabe destacar su diversa población de aláudidos y fringílidos.
En cuanto a mamíferos, habitan en la zona el ciervo común, tejón común, jabalí, garduña, gineta, zorro común, conejo común y la cada vez más escasa, liebre ibérica, sin contar a los roedores como el topillo o el ratón de campo, que son la base de la alimentación de la mayoría de rapaces anteriormente puntuadas.
A pesar de ser paisaje de secano y estepa, en algunas de las balsas no salinas del territorio se encuentran diversas especies de anfibios, como el sapo corredor, el sapo de espuelas, el sapo común y la rana común. En cuanto a reptiles, destaca la culebra de escalera, culebra de herradura, culebra bastarda y culebra viperina, además del lagarto ocelado.

## Historia

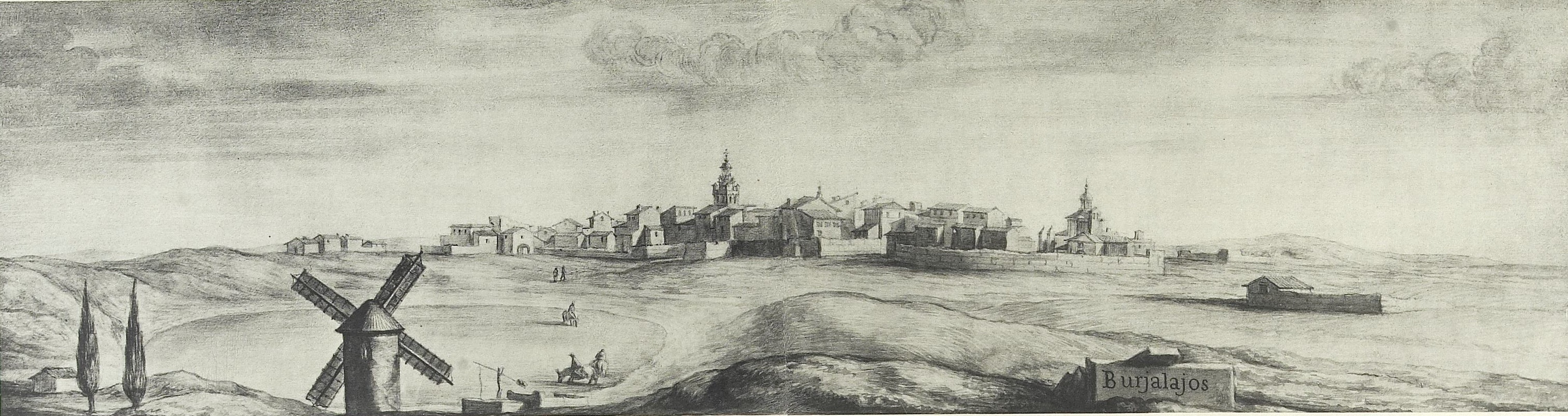
Bujaraloz (Burjalajos), acuarela de Pier Maria Baldi, 1668, Biblioteca Laurenciana de Florencia. A la izquierda y en primer término, el molino.

Tras el levantamiento del general Franco el 18 de julio de 1936, Zaragoza cae en manos de nacionales, Perdiguera también se suma a ese bando, localidades como Alcubierre, Lanaja, Sariñena, Grañén o Tardienta, tras la situación inicial de desconcierto se posicionan junto al Gobierno de la República. Leciñena, inicialmente en manos nacionales, es recuperada por milicianos del POUM el 7 de agosto de 1936. Bujaraloz es tomada el 25 de julio por la Columna Durruti estableciendo allí el cuartel general de la unidad; algunos propietarios locales ya habían salido, ante el aviso de la guardia civil de no poder garantizar su seguridad. 

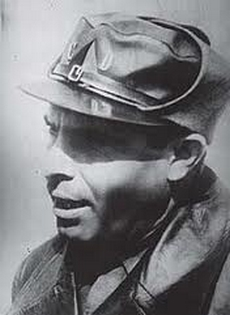
Buenaventura Durruti

Las columnas de milicianos de la CNT organizadas en Barcelona parten hacia Aragón para su recuperación. El objetivo inicial es la toma de Zaragoza y hacia allí se dirige Buenaventura Durruti, acompañado por el comandante de Artillería Pérez Farrás como asesor militar. La Columna Durruti llega a Bujaraloz el 25 de julio, su avance queda frenado tres días más tarde en Pina de Ebro, donde la columna es bombardeada. Durruti decide volver a Bujaraloz, donde reorganizarse e informarse mejor de las posiciones enemigas. Se establece el Cuartel General de la Columna Durruti en la Casa de Rozas, donde estarán todos los servicios de la Columna. 
El paso de la Columna Durruti por Bujaraloz se encuentra recogido en el documental Aguiluchos de la FAI por tierras de Aragón. N.º 1 se anotan dos víctimas: un muchacho de 14 años y el cura. 
El pueblo se acondiciona para las necesidades de la guerra, la ermita de la Virgen de las Nieves es utilizada como garaje de ambulancias. Adosado a la ermita, el hospital que ya existía en el pueblo, se convierte en Hospital de sangre para atender a los heridos del frente. La Casa de Gros es habilitada como “hospital de enfermos”, donde pueden acudir tanto personal civil como militar. Un tercer centro hospitalario que durante la guerra se habilita en el pueblo es el llamado “hospital de venéreas” (las enfermedades de transmisión sexual fueron un verdadero problema entre los milicianos), era una casa grande, con patio descubierto y corredor alrededor, acabada la guerra, esta casa será usada como escuela. El Pozo de la Bomba, donde las caballerías acuden para abrevar (actualmente reformado) situado entre las dos balsas que pueden verse al llegar al pueblo. La ermita de San Jorge y el edificio que existía junto a ella fueron usados, junto al de la Casa de la Viña, como polvorines durante la guerra. En la retirada de marzo de 1938 fueron volados para evitar que cayesen en manos de las tropas nacionales.
El 6 de octubre de 1936, se celebra en Bujaraloz el Pleno Extraordinario de Sindicatos y Columnas del Comité Regional de Aragón, Rioja y Navarra de la CNT. Asisten 174 representantes de los sindicatos cenetistas de 139 pueblos aragoneses, del Comité Nacional de la CNT y de diferentes columnas confederales (Columna Durruti, Columna Roja y Negra, Columna Los Aguiluchos de la FAI, "Columna Carod-Ferrer»). Estaban presentes los máximos representantes de las columnas, como Buenaventura Durruti, Gregorio Jover, Antonio Ortiz Ramírez, Cristóbal Aldabaldetrecu, Julián Merino. El Pleno debe debatir la posición a adoptar sobre una hipotética colaboración con los órganos de gobierno republicanos o sobre la necesidad de crear, en el margen de los gobiernos republicanos, Consejos Regionales de Defensa vinculados de manera federada a un Consejo Nacional de Defensa que ejercería de gobierno central y así poder sustentar de manera segura las conquistas revolucionarias, siguiendo así las directivas propuestas del 15 de septiembre de 1936 en Madrid por el Pleno Nacional de Regionales de la CNT. El Pleno acuerda la creación del Consejo Regional de Defensa de Aragón, que integra el territorio de Aragón en el que se ha proclamado el comunismo libertario al paso de las columnas de milicias libertarias, conformando aproximadamente 450 colectividades rurales, la práctica totalidad de ellas en manos de la CNT. Simone Weil, que se sumó a las columnas de Durruti hasta que por quemarse con un balde de agua hirviendo debido a su miopía, abandonó el frente, y vino a recogerla su familia, enviaba crónicas al semanario parisino 'Le Libertaire', donde escribía un LePen, alguna posiblemente desde Bujaraloz
Buenaventura Durruti que residía en 'La venta de santa Lucía', N II, km 372, 50750 Zaragoza, estuvo poco tiempo en Bujaraloz, ya que en noviembre del mismo año marcha, con parte de la Columna que lleva su nombre, a contener la ofensiva de las tropas de los ejércitos que mandaba Francisco Franco en la Defensa de Madrid. Buenaventura Durruti murió en Madrid, el 20 de noviembre, por un disparo recibido en extrañas circunstancias, pocas horas después de una entrevista para el noticiero filmado de la URSS.
El 24 de agosto de 1937, poco después de los Sucesos de Mayo en Barcelona y la disolución del Consejo de Aragón a manos de la 11.ª División “Lister”, se prepara la ofensiva republicana en Aragón. Se establece en Bujaraloz, el Cuartel General del mando de la operación, en el mismo local donde estaba instalado el mando de la 26 División (Columna Durruti militarizada). Llega el general Pozas con su Estado Mayor. Se encuentra también allí el jefe del Estado Mayor Central, Don Vicente Rojo y el propio ministro de Defensa Nacional D. Indalecio Prieto. En ese contexto hubo una pista de aviación.
El fin de la batalla de Teruel supone el comienzo de la ofensiva nacionalista sobre todo el territorio aragonés. Precedidos de intensos bombardeos aéreos, el Cuerpo de Ejército de Navarra, el Cuerpo de Ejército de Aragón y el Cuerpo de Ejército Marroquí inician un imparable ataque en el frente aragonés, concentrado en el territorio de los Monegros contra las 43.ª, 31.ª, 32.ª y 26.ª divisiones republicanas, establecidas al norte del Ebro. A partir del 23 de marzo de 1938, caen todas las poblaciones al sur de Huesca, quedando liberada del cerco que sufría, el 26 de marzo las tropas franquistas toman Bujaraloz y Candasnos, llegando al día siguiente al eje del Cinca en dirección a Cataluña. Se producen abundantes víctimas como consecuencia de las bombas de la Legión Cóndor que apoya el avance franquista.

## Demografía
Bujaraloz cuenta con una población de 953 habitantes (INE 2024).
| Gráfica de evolución demográfica de Bujaraloz entre 1842 y 2021                                                     |
| |
| Población de derecho según los censos de población del INE Población de hecho según los censos de población del INE |

## Administración y política
| Período         | Alcalde                          | Partido |  |
| --------------- | -------------------------------- | ------- |  |
| 1979-1983       | Jesús Royo Villagrasa            | PAR     |  |
| 1983-1987       | Jesús Royo Villagrasa            | PAR     |  |
| 1987-1991       | Francisco Escanilla Bordonada    | PAR     |  |
| 1991-1995       | Francisco Escanilla Bordonada    | PAR     |  |
| 1995-1999       | Luis Vaquer Aguilo               | PSOE    |  |
| 1999-2003       | Ángel Parra                      | PSOE    |  |
| 2003-2007       | Ángel Parra y Ascensión Gonzalez | PSOE    |  |
| 2007-2011       | Carmelo Jesús Rozas Ferrer       | PAR     |  |
| 2011-2015       | Carmelo Jesús Rozas Ferrer       | PAR     |  |
| 2015–2019       | Carmelo Jesús Rozas Ferrer       | PAR     |  |
| 2019-2023       | Darío Villagrasa Villagrasa      | PSOE    |  |
| 2023-actualidad | Darío Villagrasa Villagrasa      | PSOE    |  |

| Partido político    | Partido político                                   | 2003   | 2007   | 2011   | 2015   | 2019   | 2023   |
| Partido político    | Partido político                                   | Ediles | Ediles | Ediles | Ediles | Ediles | Ediles |
|                     | Partido Aragonés (PAR)                             | 2      | 4      | 6      | 4      | 2      | —      |
|                     | Partido de los Socialistas de Aragón (PSOE-Aragón) | 5      | 1      | 2      | 4      | 6      | 5      |
|                     | Chunta Aragonesista (CHA)                          | 1      | 1      | 1      | 1      | 1      | 1      |
|                     | Partido Popular de Aragón (PP)                     | 1      | 1      | —      | —      | —      | 3      |
| Total de concejales | Total de concejales                                | 9      | 7      | 9      | 9      | 9      | 9      |

## Patrimonio
Bujaraloz cuenta con numerosos monumentos artísticos y naturales.  Entre ellos cabe destacar la iglesia de Santiago el Mayor restaurada en el siglo XVI pero que se cree que procede a una del siglo XII; la ermita de la Misericordia, más conocida actualmente como de la Virgen de las Nieves, templo del siglo XVII; la ermita de San Antón, cuyo origen se desconoce y el Palacio Torres Solanot, edificio noble del siglo XVII en cuyo interior se encuentra la ermita de la Virgen del Pilar. 
También pueden encontrarse numerosos monumentos naturales como son las distintas balsas con las que se abastecía a la población de agua: la Balsa Buena, la Balsa Pedrera, la del Molino, etc.  Además también existen numerosas saladas en donde la población extraía sal para comerciarla.
Bujaraloz cuenta con las ruinas de un molino de viento del siglo XVI, al igual que Malanquilla, Tabuenca, Ojos Negros y otras localidades aragonesas, que es dibujado en 1668 por Pier María Baldí, en su viaje por España y Portugal, acompañando a Cosme III de Médici. también. en la carretera a Valfarta, hubo una construcción utilizada para fabricar y guardar hielo. 'El pozo del hielo', con alguna galería a casas del vecindario.

## Fiestas
Celebra sus fiestas patronales del 27 de agosto al 1 de septiembre en honor de san Agustín, con infinidad de actos festivos tanto religiosos, como "los despertadores", ronda al pueblo con armoniosos cantos acompañados de guitarra y bandurria, como lúdicos entre los que destacaremos las sesiones de baile con afamadas orquestas, el concurso de sartenadas, la guerra del agua, etc, entre otros.

## Folklore
En Bujaraloz existen numerosas asociaciones que participan activamente en el folclore de dicha localidad:
- Grupo de jota "Aires de Monegros": realiza festivales de jota, conciertos laudísticos, misas baturras y festivales de villancicos anualmente.
- Grupo de danzantes "Balcardosa": llevan a cabo cada 28 de agosto la representación de los moros y los cristianos donde realizan distintos bailes con el característico paloteao cuyo origen es desconocido.
- Asociación de bombos y tambores de Nuestra Señora de los Dolores y Cristo en la Cruz: fundada en 2007 integrada por unas 25 personas y que participa activamente de la Semana Santa bujaralocina con la procesión del Vía Crucis el Domingo del Ramos, con la Rompida de la Hora el Jueves Santo y el Santo Entierro del día de Viernes Santo.

Cabe destacar el "baile de la gaita", que tiene lugar los días 4 y 5 de agosto (festividad de la Virgen de las Nieves) así como el tradicional "dance de moros y cristianos", con bailes de palos y espadas, que se representa el día 28 de agosto en honor a san Agustín, patrón del lugar. En ambos casos los bailes están acompañados por la gaita de boto.